# Plezjomorfia

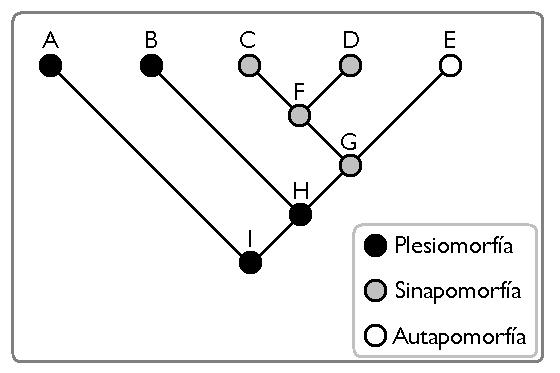
Uproszczony kladogram przedstawia taksony wykazujące cechy plezjomorficzne (A, B, I, H) oraz apomorfie (synapomorfie – C, D, F, G – i autapomorfia – E)

Plezjomorfia, cecha plezjomorficzna – cecha występująca u przedstawicieli danej linii ewolucyjnej obecna również u jej przodków, będąca przeciwieństwem apomorfii. Plezjomorfia występująca w kilku liniach ewolucyjnych nazywana jest symplezjomorfią. Według ściśle kladystycznego podejścia do przetestowania hipotezy filogenetycznej wykorzystać można jedynie apomorfie (a wśród nich tylko synapomorfie). Mark Wilkinson stwierdził, że w niektórych przypadkach również plezjomorfie mogą wskazywać na monofiletyczny charakter taksonów, jednak poglądu tego nie podziela większość naukowców. Koncepcja plezjomorfii została wprowadzona przez Williego Henniga w pracy Grundzüge einer Theorie der Phylogenetischen Systematik z 1950 roku. Początkowo termin ten odnosił się nie do cech, lecz do taksonów. Hennig wspomniał jednak, że w przypadku „krzyżowań specjalizacji” dotyczy on wyłącznie cech. Przypisano go do cech w 1952 roku, tym samym umożliwiając po raz pierwszy zrekonstruowanie powiązań filogenetycznych.